# Grab (żupania splicko-dalmatyńska)
Grab – wieś w Chorwacji, w żupanii splicko-dalmatyńskiej, w mieście Trilj. W 2011 roku liczyła 546 mieszkańców.